# Os 25 primatas mais ameaçados do mundo

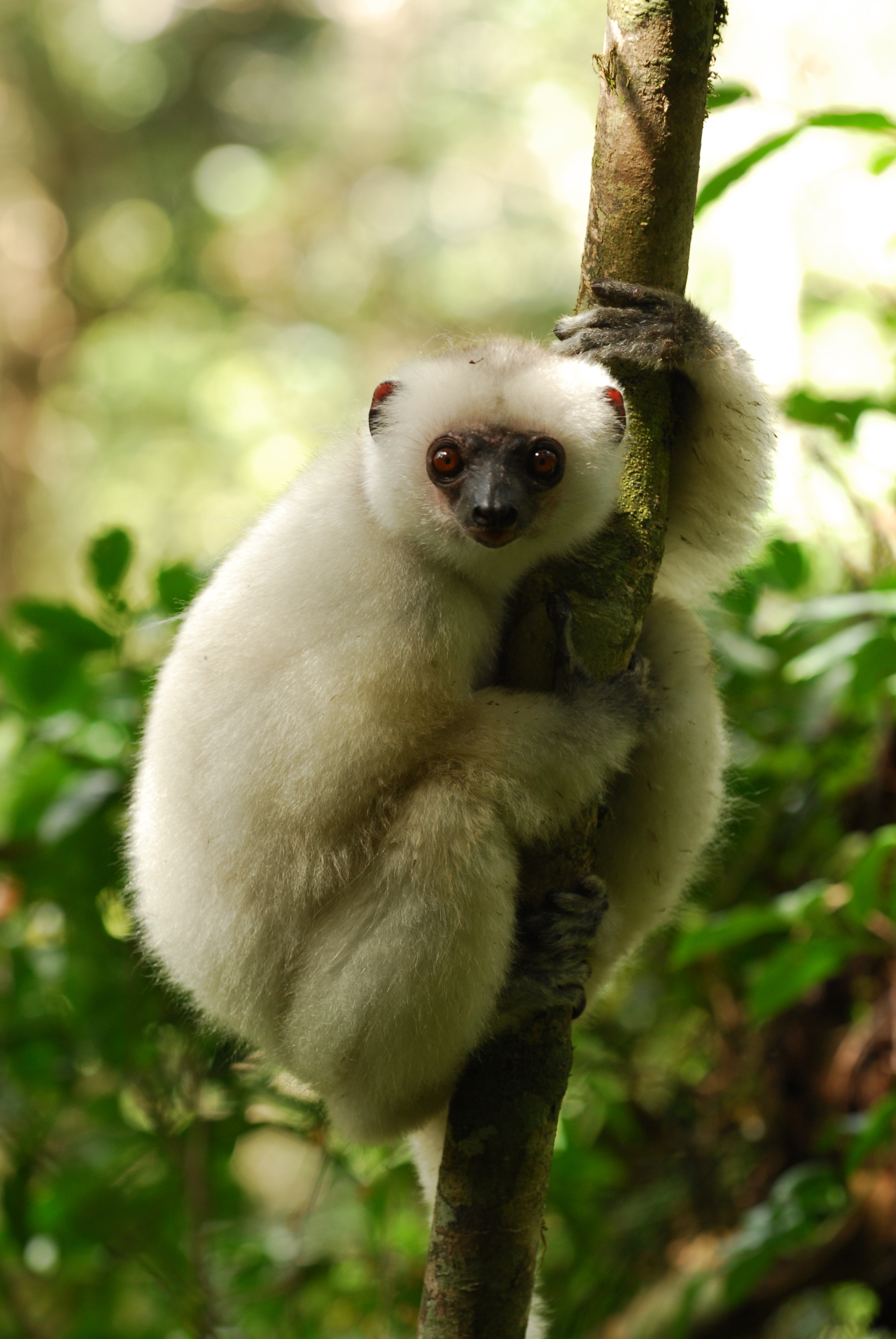
Propithecus candidus, encontrado somente em Madagáscar, está na lista dos 25 primatas mais ameaçados do mundo desde o ano 2000. Entre 100 e 1 000 indivíduos vivem em liberdade.

Os 25 primatas mais ameaçados do mundo (tradução do inglês: The World's 25 Endangered Primates) é uma lista de espécies de primatas que correm grave risco de extinção de acordo com IUCN Species Survival Commission (IUCN/SSC PSG), International Primatological Society (IPS) e a Conservação Internacional (CI). A lista de 2012 a 2014 adicionou a Bristol Conservation and Science Foundation (BCSF) à lista de editoras. A IUCN/SSC PSG trabalhou junto com a CI para começar a lista no ano 2000, mas em 2002, no 19º Congresso da Sociedade Internacional de Primatologia, primatologistas revisaram e debateram a lista, resultando na revisão de 2002 a 2004 e no aval da IPS. A publicação tem sido vista como um projeto chave na ligação entre as três organizações conservacionistas e é revisada a cada dois anos seguindo o Congresso da IPS. Começando com a publicação de 2004-2006, o título foi mudado para Primates in Peril: The World's 25 Most Endangered Primates. Naquele mesmo ano, a lista passou a providenciar informações para cada espécie, inclusive seu estado de conservação e as ameaças que elas sofrem em estado selvagem. O texto da lista é escrito em colaboração com especialistas de cada área, com 60 autores contribuindo na lista de 2006-2008 e 85 autores contribuíram na lista de 2008-2010. As lista de 2004-2006 e 2006-2008 foram publicadas no periódico da IUCN/SSC PSG, Primate Conservation, enquanto as listas de 2008 a 2010 e 2010 a 2012 foram publicadas independentemente com a contribuição das três organizações.
As 25 espécies na lista de 2012 a 2014 foram distribuídas em 16 países. O país com mais espécies na lista é Madagáscar (seis espécies), Vietnã (cinco espécies) e Indonésia (três espécies). A lista é dividida em quatro regiões distintas: a ilha de Madagáscar, o continente africano, o continente asiático, incluindo as ilhas da Indonésia e os Neotrópicos (América Central e do Sul). Cinco espécies têm estado em todas as sete listas publicadas: Propithecus candidus, Trachypithecus delacouri, Trachypithecus poliocephalus poliocephalus, Pygathrix cinerea, Rhinopithecus avunculus.
A proposta da lista, de acordo com Russell Mittermeier, o presidente da CI, é "destacar aquelas [espécies de primatas] que estão em maior risco, par atrair a atenção do público, estimular governos a fazer mais, e especialmente achar recursos para implementar desesperadamente medidas conservacionistas necessárias." Espécies são selecionadas para a lista por duas razões: populações extremamente pequenas e queda rápida no número de indivíduos. Essas razões são fortemente influenciadas pela destruição de habitat e caça, as maiores ameças aos primatas. Mais especificamente, ameaças listadas na publicação incluem o desmatamento devido a coivara para agricultura, à criação de pastagens, produção de carvão vegetal, indústria madeireira, mineração, obras de infraestrutura (como usinas hidrelétricas), e o agronegócio; fragmentação florestal; pequenas populações; captura como animais de estimação exóticos; e caça para comércio de "carne de caça" e medicina tradicional.

## Legenda
| Espécie            | Nomes populares e científicos da espécie, incluindo imagem, se disponível             |
| Anos listados      | Anos em que a espécie foi incluída na lista dos "25 primatas mais ameaçados do mundo" |
| Locais             | Países em que a espécie é encontrada                                                  |
| População estimada | Última estimativa segundo a IUCN                                                      |
| Estado na IUCN     | Estado de conservação da espécie, baseando-se nos últimos dados da IUCN               |
| Ameaças            | Uma lista de ameaças à espécie segundo a IUCN                                         |

## Lista atual (2012-2014)
| Espécie                   | Anos listados                      | Locais     | População estimada     | Estado na IUCN         | Ameaças |
| ------------------------- | ---------------------------------- | ---------- | ---------------------- | ---------------------- | --- |
| Eulemur flavifrons        | 2008 2010 2012                     | Madagascar | 450–2,300              | Em perigo              | - Distribuição geográfica restrita (~2,700 km²) - perda de habitat (agricultura itinerante, corte seletivo de madeira) - caça ("carne de caça") - captura vivo (comércio de animais de estimação) |
| Lepilemur septentrionalis | 2008 2010 2012                     | Madagascar | ~19 indivíduos em 2012 | Criticamente em perigo | - Distribuição geográfica reduzida - perda de habitat (queimadas, produção de carvão vegetal, plantações de Eucalyptus) - caça ("carne de caça")                                                  |
| Propithecus candidus      | 2000 2002 2004 2006 2008 2010 2012 | Madagascar | menos de 250           | Criticamente em perigo | - distribuição geográfica restrita - caça ("carne de caça") - perda de habitat (agricultura itinerante, desmatamento ilegal, queimadas)                                                           |
| Microcebus berthae        | 2012                               | Madagascar | menos de 8 000         | Em perigo              | - fragmentação e perda do habitat (agricultura itinerante, desmatamento ilegal) |
| Varecia rubra             | 2012                               | Madagascar | desconhecido           | Em perigo              | - perda de habitat (agricultura itinerante, desmatamento ilegal, expansão humana) - caça ("carne de caça")                                                                                        |
| Indri Indri indri         | 2012                               | Madagascar | desconhecido           | Em perigo              | - loss of habitat (slash-and-burn agriculture, firewood) - hunting (bushmeat, skins) |

| Espécies                                                | Anos listados            | Locais                         | População estimada   | Estado na IUCN         | Ameaças |
| ------------------------------------------------------- | ------------------------ | ------------------------------ | -------------------- | ---------------------- | --- |
| Galagoides rondoensis                                   | 2006 2008 2010 2012      | Tanzânia                       | desconhecido         | Criticamente em perigo | - distribuição geográfica restrita - perda de habitat e fragmentação (agricultura, produção de carvão mineral, derrubadas)                                                                                    |
| Cercopithecus roloway                                   | 2002 2006 2008 2010 2012 | Costa do Marfim Gana           | desconhecido         | Em perigo              | - caça ("carne de caça") - perda de habitat e fragmentação (numerosas extinções locais documentadas) |
| Procolobus rufomitratus                                 | 2002 2004 2006 2008 2012 | Quênia                         | entre 1 100 e 1 300  | Em perigo              | - distribuição geográfica restrita - perda de habitat e fragmentação (agricultura, derrubadas seletivas para uso de lenha localmente) - exploração de produtos da floresta - infecções em populações isoladas |
| Piliocolobus pennantii pennantii                        | 2004 2006 2010 2012      | Guiné Equatorial (Ilha Bioko)  | menos de 5 000       | Em perigo              | - degradação do habitat - caça ("carne de caça") - distribuição geográfica restrita |
| Gorila-das-planícies-orientais Gorilla beringei graueri | 2010 2012                | República Democrática do Congo | entre 2 000 e 10 000 | Em perigo              | - fragmentação e perda do habitat (invasão pela agricultura, pastoreio, mineração ilegal, produção de carvão vegetal, coleta de madeira e bambu) - caça ("carne de caça", captura de filhotes)                |

| Espécie                                    | Anos listados                      | Locais                    | População estimada | Estado na IUCN         | Ameaças |
| ------------------------------------------ | ---------------------------------- | ------------------------- | ------------------ | ---------------------- | --- |
| Nycticebus javanicus                       | 2008 2010 2012                     | Indonésia (Java)          | desconhecido       | Em perigo              | - captura vivo (intenso comércio de animais silvestres) - caça (procura intensa pela medicina tradicional) - perda de habitat (agricultura, obras de infra estrutura, perturbação pelo homem)                                                                              |
| Simias concolor                            | 2002 2004 2006 2008 2010 2012      | Indonésia(ilhas Mentawai) | entre 700 e 3 347  | Criticamente em perigo | - população insular - perda de habitat (invasão humana, extrativismo, derrubada de madeira comercialmente, plantações) - caça ("carne de caça") |
| Trachypithecus delacouri                   | 2000 2002 2004 2006 2008 2010 2012 | Vietnã                    | menos de 250       | Criticamente em perigo | - distribuição geográfica restrita (400–450 km²) - fragmentação do habitat (60% ocorre em populações isoladas ou com menos de 20 animais) - caça (uso na medicina tradicional)                                                                                             |
| Trachypithecus poliocephalus poliocephalus | 2000 2002 2004 2006 2008 2010 2012 | Vietnã                    | entre 60 e 70      | Criticamente em perigo | - população insular ( ilha de 140 km²) - fragmentação do habiat (sete subpopulações isoladas) - caça (procura pela medicina tradicional) |
| Trachypithecus vetulus nestor              | 2004 2006 2008 2010 2012           | Sri Lanka                 | desconhecido       | Criticamente em perigo | - perda de habitat e fragmentação (90% do habitat já foi destruído) - dependente de jardins para sobrevivência - captura vivo (comércio de animais silvestres) - caça (perseguição como pragas) - outros fatores humanos (ataques por cães, eletrocutados, atropelamentos) |
| Pygathrix cinerea                          | 2000 2002 2004 2006 2008 2010 2012 | Vietnã                    | entre 600 e 700    | Criticamente em perigo | - distribuição restrita - perda de habitat e fragmentação (agricultura, derrubadas) - caça ("carne de caça") |
| Rhinopithecus avunculus                    | 2000 2002 2004 2006 2008 2010 2012 | Vietnã                    | entre 200 e 250    | Criticamente em perigo | - distribuição restrita (cinco populações isoladas) - perda de habitat e fragmentação (derrubadas, criação de campos cultivados, construção de usinas hidrelétricas, aumento de populações humanas) - caça ("carne de caça")                                               |
| Nomascus nasutus                           | 2008 2010 2012                     | China Vietnã              | cerca de 110       | Criticamente em perigo | - populações pequenas e isoladas - distribuição geográfica muito restrita (~48 km²) - perda de habitat e fragmentação (agricultura, pecuária, produção de carvão vegetal)                                                                                                  |
| Tarsius pumilus                            | 2012                               | Indonésia (Sulawesi)      | desconhecido       | Dados Deficientes      | - perda de habitat (invasão humana) |

| Espécie                    | Anos listados  | Locais             | População estimada | Estado na IUCN         | Ameaças |
| -------------------------- | -------------- | ------------------ | ------------------ | ---------------------- | --- |
| Ateles hybridus            | 2004 2006 2008 | Colômbia Venezuela | desconhecido       | Criticamente em perigo | - duas subespécies com distirbição geográfica restrita - baixa densidade populacional - perda de habitat e fragmentação (agropecuária) - caça ("carne de caça") - captura vivo (comércio de animais de estimação) |
| Ateles fusciceps fusciceps | 2006 2012      | Equador            | desconhecido       | Criticamente em perigo | - perda de habitat e fragmentação - caça ("carne de caça") |
| Cebus kaapori              | 2012           | Brasil             | desconhecido       | Criticamente em perigo | - degradação e perda do habitat (derrubadas seletivas) - caça ("carne de caça") - captura vivo (comércio de animais de estimação)                                                                                 |
| Callicebus oenanthe        | 2012           | Peru               | desconhecido       | Criticamente em perigo | - perda e fragmentação do habitat (plantações de arroz e café, rodovias, fazendas de gado) - caça ("carne de caça") - captura vivo (comércio de animais de estimação)                                             |
| Alouatta guariba guariba   | 2012           | Brasil             | menos de 250       | Criticamente em perigo | - perda de habitat (derrubadas seletivas) - caça ("carne de caça") - doenças epidêmicas |

## Antigos membros da lista
A cada nova publicação, espécie são adicionadas ou removidas da lista. Em alguns casos, a remoção da lista significa melhora na conservação da espécie. Com a publicação de 2006-2008, quatro espécies foram removidas, devido ao aumento em esforços conservacionistas: o mico-leão-preto (Leontopithecus chrysopygus), o mico-leão-dourado (Leontopithecus rosalia), o gorila-das-montanhas (Gorilla gorilla beringei) e a sifaka Propithecus perrieri. Em 2008, o mico-leão-preto passou a ser considerado como "em perigo", o que já havia ocorrido em 2003, com o mico-leão-dourado, depois de 30 anos de esforços conservacionistas entre vários zoológicos do mundo. Espécies bem protegidas como essas, ainda possuem pequenas populações, e devido a perda de habita, o reflorestamento é necessário para a sobrevivência a longo prazo das populações. O gibão Nomascus hainanus foi retirado da lista de 2008-2010, com menos de 20 indivíduos, mas considerável esforço na conservação tem sido feito. Mittermeier acreditava em 2007 que todas as espécies seriam removidas da lista entre cinco e dez anos, caso as organizações conservacionistas tenham os recursos necessários.
Apesar das mudanças entre as listas de 2006-2008 e 2008-2010, nem todas as espécies removidas da lista tiveram seu estado de conservação melhorado. Em vez disso, algumas espécies foram adicionadas para chamar a atenção a outras muito relacionadas com pequenas populações e grave risco de extinção. Por exemplo, o altamente ameaçado gibão Nomascus nasutus foi substituído por Nomascus hainanus. Nycticebus javanicus subistituiu Loris tardigradus nycticeboides, pois o primeiro é o mais ameaçado dentre os lorisídeos na Ásia, sendo capturado, principalmente, como animal de estimação e pela demanda da medicina tradicional, e desmatamento. Em outro caso, o macaco-aranha Ateles fusciceps fusciceps foi omitido da lista pois não foi encontrado nenhum especialista na espécie para falar sobre ela. O mesmo tipo de abordagem foi feito em relação a lista 2012–2014.
| Espécie                  | Anos listados            | Locais     | População estimada | Estado na IUCN         | Ameaças |
| ------------------------ | ------------------------ | ---------- | ------------------ | ---------------------- | --- |
| Prolemur simus           | 2002 2004 2006 2008 2010 | Madagascar | 100–160 ou menos   | Criticamente em perigo | - populações pequenas e isoladas - fragmentação e perda do habitat (agricultura itinerante, mineração, desmatamento ilegal, corte de bambus) - caça ("carne de caça") - redução de água potável devido a mudanças climáticas - dieta extremamente especializada e dependente de Cathariostachys madagascariensis |
| Varecia variegata        | 2010                     | Madagascar | desconhecido       | Criticamente em perigo | - fragmentação e perda de habitat (agricultura itinerante, mineração, desmatamento) - caça ("carne de caça") |
| Eulemur cinereiceps      | 2004 2006 2008           | Madagascar | 7,265 ± 2,268      | Em perigo              | - distribuição geográfica muito restrita (~700 km²) - hibridização com E. rufifrons - densidade populacional baixa - perda de habitat e fragmentação (populações pequenas e fragmentadas) - ciclones - caça ("carne de caça")                                                                                    |
| Propithecus tattersalli  | 2000                     | Madagascar | 6,000–10,000       | Em perigo              | - caça (por mineradores de ouro) - perda de habitat (agricultura itinerante, incêndios incontroláveis, extração de madeira, derrubada seletiva, mineração de ouro) |
| Hapalemur aureus         | 2000                     | Madagascar | menos de 5,916     | Em perigo              | - perda de habitat (agricultura itinerante, destruição de florestas de bambu) - caça ("carne de caça") |
| Hapalemur alaotrensis    | 2000                     | Madagascar | cerca de 2,500     | Criticamente em perigo | - perda de habitat (invasão da agricultura, queimadas em áreas pantanosas) - caça ("carne de caça") - captura vivo (comércio local de animais de estimação) |
| Lepilemur sahamalazensis | 2006                     | Madagascar | desconhecido       | Dados deficientes      | - perda de habitat (invasão pela agricultura, produção de carvão vegetal, corte seletivo para obtenção de lenha) - hunting (bushmeat) |
| Propithecus perrieri     | 2000 2002 2004           | Madagascar | cerca de 915       | Criticamente em perigo | - perda de habitat (agricultura itinerante, produção de carvão vegetal, queimadas para criação de pastagens, mineração) - caça ("carne de caça") |

| Espécie                                        | Anos listados            | Locais                            | População estimada | Estado na IUCN         | Ameaças |
| ---------------------------------------------- | ------------------------ | --------------------------------- | ------------------ | ---------------------- | --- |
| Galagoides sp.                                 | 2004                     | Tanzânia                          | desconhecido       | Não avaliado           | - perda de habitat (derrubadas, invasão pela agricultura, produção de carvão vegetal) - caça ("carne de caça") |
| Cercopithecus sclateri                         | 2000                     | Nigéria                           | desconhecido       | Vulnerável             | - perda de habitat e fragmentação (derrubadas, invasão pela agricultura, exploração do petróleo) - alta densidade humana - caça ("carne de caça")                                                                                 |
| Mandrillus leucophaeus                         | 2000                     | Camarões Guiné Equatorial Nigéria | desconhecido       | Em perigo              | - distribuição restrita - perda de habitat (desmatamento para construção de fábricas e habitações humanas) - caça ("carne de caça" e como praga)                                                                                  |
| Cercocebus galeritus galeritus                 | 2002                     | Quênia                            | 1,000–1,200        | Em perigo              | - perda de habitat (produção de óleo de palmeira, derrubadas, invasão pela agricultura, queimadas pretendendo impedir regeneração florestal, projetos de irrigação e de construção de barragens) - caça (perseguidos como pragas) |
| Cercocebus sanjei                              | 2000 2002 2004           | Tanzânia                          | menos de 1,300     | Em perigo              | - perda de habitat (derrubada, produção de carvão vegetal) - caça (perseguidos como pestes) |
| Cercocebus atys lunulatus                      | 2000 2002 2004           | Costa do Marfim Gana              | desconhecido       | Em perigo              | - perda de habitat e degradação - caça ("carne de caça") |
| Piliocolobus badius waldronae                  | 2000 2002 2006           | Costa do Marfim Gana              | desconhecido       | Criticamente em perigo | - populações pequenas (recente, declínio rápido no número de indivíduos) - perda de habitat - caça ("carne de caça") |
| Gorila-das-montanhas Gorilla beringei beringei | 2000 2002 2004           | Ruanda Uganda                     | cerca de 600       | Criticamente em perigo | - duas populações isoladas - instabilidade política - doenças humanas - caça ("carne de caça") |
| Procolobus epieni                              | 2008 2010                | Nigéria                           | desconhecido       | Criticamente em perigo | - distribuição geográfica restrita (~1,500 km²) - caça ("carne de caça") - perda de habitat e degradação (derrubada de importante árvores frutíferas, perda de florestas pantanosas por conta de construção de canais)            |
| Rungwecebus kipunji                            | 2006 2008                | Tanzânia                          | cerca de 1 117     | Criticamente em perigo | - distribuição geográfica restrita - perda de habita e fragmentação - caça ("carne de caça") |
| Gorilla gorilla diehli                         | 2000 2002 2004 2006 2008 | Camarões Nigéria                  | entre 200 e 300    | Criticamente em perigo | - distribuição geográfica restrita - perda de habitat (agricultura, queimadas, obras de infraestrutura) - caça ("carne de caça", acidentes com armadilhas para outros animais)                                                    |

| Espécie                                       | anos listados            | Locais                                                     | População estimada | Estado na IUCN         | Ameaças |
| --------------------------------------------- | ------------------------ | ---------------------------------------------------------- | ------------------ | ---------------------- | --- |
| Loris tardigradus nycticeboides               | 2004 2006                | Sri Lanka                                                  | desconhecido       | Em perigo              | - cinco populações isoladas - perda de habitat - caça ("carne de caça") |
| Presbytis natunae                             | 2002                     | Indonésia                                                  | menos de 10,000    | Vulnerável             | - duas populações isoladas - perda de habitat e degradação - captura vivo (comércio de animais de estimação) |
| Trachypithecus poliocephalus leucocephalus    | 2002                     | China                                                      | desconhecido       | Criticamente em perigo | - populações muito pequenas (recente, declínio rápido) - perda de habitat - caça |
| Presbytis hosei canicrus                      | 2004                     | Indonésia (Kalimantan)                                     | desconhecido       | Em perigo              | - perda de habitat e fragmentação - caça |
| Rhinopithecus bieti                           | 2002                     | China                                                      | menso de 2,000     | em perigo              | - perda de habitat (derrubadas, queimadas na agricultura e pecuária) - uso de pesticidas - caça (acidentalmente em armadilhas) |
| Rhinopithecus brelichi                        | 2002                     | China                                                      | cerca de 750       | Em perigo              | - uma população isolada (vulnerável a epidemias e catástrofes) - perda de habitat (desmatamento, turismo, expansão da agricultura) - caça (não é alvo) |
| Hylobates moloch                              | 2000                     | Indonésia (Java)                                           | 4,000–4,500        | Em perigo              | - perda de habitat e fragmentação - captura vivo (comércio de animais de estimação) |
| Nomascus hainanus                             | 2000 2004 2006           | China (Hainan)                                             | cerca de 20        | Criticamente em perigo | - população extremamente pequena - habitat protegido insuficiente - possível viés na razão sexual em nascimentos recentes - caça ("carne de caça") |
| Tarsius tumpara                               | 2006 2008 2010           | Indonésia (Ilha Siau)                                      | poucos milhares    | Não avaliado           | - população insular (perto de vulcão em atividade) - distribuição geográfica restrita - alta densidade populacional humana - caça - degradação do habitat |
| Hoolock hoolock                               | 2006 2008                | Bangladesh Índia Birmânia                                  | menos de 5,000     | Em perigo              | - populações muito pequenas (recentemente, declínio rápido) - fragmentação e perda do habitat (invasão humana, plantações de erva-mate, agricultura itinerante) - caã ("carne de caça", medicina tradicional) - captura vivo (comércio de animais de estimação)                                                                                    |
| Orangotango-de-sumatra Pongo abelii           | 2000 2002 2004 2006 2008 | Indonésia (Sumatra)                                        | cerca de 6,600     | Criticamente em perigo | - declínio rápido nas populações recentemente - ocorre somente em 10 unidades de conservação fragmentadas - perda de habitat e fragmentação (queimadas, agricultura e plantações de dendezeiros, estradas, derrubadas) - caça (vistos como pragas, ocasionalmente "carne de caça") - captura vivo (ocasionalmente, comércio de animais silvestres) |
| Orangotango-de-bornéu Pongo pygmaeus pygmaeus | 2010                     | Indonésia (Kalimantan Ocidental, Bornéo) Malásia (Sarawak) | cerca de 4 800     | Em perigo              | - perda e fragmentação do habitat (queimadas, agricultura e plantações de dendezeiros, rodovias, lenha, invasão) - caã (como pragas, "carne de caça", medicina tradicional) - captura vivo (comércio de animais de estimação) |
| Macaca silenus                                | 2010                     | Índia                                                      | menos de 4 000     | Em perigo              | - perda e fragmentação do habitat (plantações de café e erva-mate, derrubadas) - caça ("carne de caça", medicina tradicional) |

| Espécies                                          | Anos listados       | Locais                                       | População estimada | Estado na IUCN         | Ameaças |
| ------------------------------------------------- | ------------------- | -------------------------------------------- | ------------------ | ---------------------- | --- |
| Mico-leão-dourado Leontopithecus rosalia          | 2000                | Brasil (Rio de Janeiro)                      | mais de 1,000      | Em perigo              | - perda de habitat e fragmentação (queimadas) - captura vivo (comércio de animais de estimação) |
| Mico-leão-preto Leontopithecus chrysopygus        | 2000                | Brasil (São Paulo)                           | cerca de 1,000     | Em perigo              | - populações de pequeno tamanho (11 populações isoladas, mas somente uma é viável) - perda de habitat e fragmentação |
| Mico-leão-de-cara-preta Leontopithecus caissara   | 2000 2002 2004      | Brazil (Paraná e São Paulo)                  | menos de 400       | Criticamente em perigo | - populações pequenas e isoladas - perda de habitat e degradação (invasão pela agricultura, coleta de palmito, turismo) - alta densidade humana (agravada por favelamento e especulação imobiliária) - caça ("carne de caça")                                                                                    |
| Macaco-prego-do-peito-amarelo Cebus xanthosternos | 2000 2002 2004      | Brasil (Bahia, Minas Gerais?)                | desconhecido       | Criticamente em perigo | - perda de habitat - caça ("carne de caça") |
| Muriqui-do-norte Brachyteles hypoxanthus          | 2000 2002 2004      | Brasil (Bahia, Espírito Santo, Minas Gerais) | mais de 855        | Criticamente em perigo | - populações isoladas e pequenas - perda de habitat e fragmentação - caça ("carne de caça" e esportiva: passado) |
| Saguinus oedipus                                  | 2008                | Colômbia                                     | menos de 6,000     | Criticamente em perigo | - perda de habitat e fragmentação (agropecuária de larga escala, derrubadas, plantações de dendezeiros, projetos hidrelétricos) - captura vivo (atualmente, somente comércio ilegal como animal de estimação, antes, também para pesquisa)                                                                       |
| Oreonax flavicauda                                | 2000 2006 2008 2010 | Peru                                         | desconhecido       | Criticamente em perigo | - distribuição geográfica restrita - baixas densidades populacionais - perda de habitat (agricultura, estradas, projetos de colonização) - caça ("carne de caça", pelagem) - captura vivo (comércio de animais silvestres)                                                                                       |
| Macaco-prego-dourado Cebus flavius                | 2010                | Brasil                                       | 180                | Criticamente em perigo | - fragmentação e perda do habitat (empreendimentos na costa e plantações de açúcar) - captura vivo (comércio de animais de estimação) - caça ("carne de caça") |
| Guigó-da-caatinga Callicebus barbarabrownae       | 2010                | Brasil                                       | ~260               | Criticamente em perigo | - subpopulações muito fragmentadas e pequenas (erosão demográfica e genética) - fragmentação e perda do habitat (urbanização, criação de gado, plantação de milho e feijão) - predação por animais domésticos - estradas e linhas de alta tensão - caça e comércio ilegal de animais silvestres (risco moderado) |

## História da lista
Com exceção da publicação 2000-2002, que foi escrita em colaborativamente entre IUCN/SSC PSG e a CI, a lista tem sido revisada a cada dois, depois do Congresso da IPS. A lista 2002-2004 foi resultado do 19º Congresso da IPS em Beijing, China; a de 2004-2006 foi após o 20º Congresso, em Torino, na Itália; a lista 2006-2008 foi após o 21º Congresso em Entebbe, Uganda; alista de 2008-2010 foi feita no 22º Congresso em Edimburgo, na Escócia; e a lista 2012-2014 foi feita no 26º Congresso em Cancún, no México.
A Lista Vermelha da IUCN de 2008 ofereceu informações sobre 634 táxons de primatas, em que 303 (47,8%) foram listadas como ameaçadas de extinção ("vulnerável", "em perigo" ou "criticamente em perigo"). Um total de 206 primatas foram considerados como "criticamente em perigo" ou "em perigo", e 54 espécies (26%) já foram listadas pelo menos uma vez na lista dos "25 primatas mais ameaçados do mundo" desde o ano 2000.
|           | Madagascar | África | Ásia | Neotrópicos |
| --------- | --- | --- | --- | --- |
| 2000–2002 | - Propithecus candidus - Propithecus perrieri - Propithecus tattersalli - Hapalemur aureus - Hapalemur griseus alaotrensis | - Gorilla gorilla diehli - Gorilla b. beringei - Cercocebus sanjei - Cercocebus atys lunulatus - Procolobus badius waldronae - Cercopithecus sclateri - Mandrillus leucophaeus                                           | - Trachypithecus delacouri - Trachypithecus p. poliocephalus - Pygathrix cinerea - Rhinopithecus avunculus - Pongo abelii - Hylobates moloch - Nomascus hainanus | - Brachyteles hypoxanthus - Cebus xanthosternos - Leontopithecus caissara - Leontopithecus rosalia - Leontopithecus chrysopygus - Oreonax flavicauda |
| 2002–2004 | - Propithecus candidus - Propithecus perrieri - Prolemur simus                                                             | - Gorilla gorilla diehli - Gorilla b. beringei - Cercocebus galeritus sanjei - Cercocebus atys lunulatus - Procolobus badius waldronae - Procolobus rufomitratus - Cercopithecus diana roloway - Cercocebus g. galeritus | - Trachypithecus delacouri - Trachypithecus p. poliocephalus - Pygathrix cinerea - Rhinopithecus avunculus - Pongo abelii - Simias concolor - Presbytis natunae - Trachypithecus poliocephalus leucocephalus - Rhinopithecus bieti - Rhinopithecus brelichi - Nomascus nasutus | - Brachyteles hypoxanthus - Cebus xanthosternos - Leontopithecus caissara                                                                            |
| 2004–2006 | - Propithecus candidus - Propithecus perrieri - Prolemur simus - Eulemur cinereiceps                                       | - Gorilla gorilla diehli - Gorilla b. beringei - Cercocebus galeritus sanjei - Cercocebus atys lunulatus - Procolobus rufomitratus - Procolobus p. pennantii - Galagoides sp.                                            | - Trachypithecus delacouri - Trachypithecus p. poliocephalus - Pygathrix cinerea - Rhinopithecus avunculus - Pongo abelii - Simias concolor - Loris tardigradus nycticeboides - Presbytis hosei canicrus - Trachypithecus vetulus nestor - Nomascus hainanus                   | - Brachyteles hypoxanthus - Cebus xanthosternos - Leontopithecus caissara - Ateles hybridus brunneus                                                 |
| 2006–2008 | - Propithecus candidus - Lepilemur sahamalazensis - Prolemur simus - Eulemur cinereiceps                                   | - Gorilla gorilla diehli - Procolobus rufomitratus - Procolobus p. pennantii - Cercopithecus diana roloway - Rungwecebus kipunji - Galagoides rondoensis - Procolobus badius waldroni                                    | - Trachypithecus delacouri - Trachypithecus p. poliocephalus - Pygathrix cinerea - Rhinopithecus avunculus - Pongo abelii - Simias concolor - Trachypithecus vetulus nestor - Hoolock hoolock - Nomascus hainanus - Loris tardigradus nycticeboides - Tarsius tumpara          | - Ateles hybridus - Oreonax flavicauda - Ateles f. fusciceps                                                                                         |
| 2008–2010 | - Propithecus candidus - Lepilemur septentrionalis - Prolemur simus - Eulemur cinereiceps - Eulemur flavifrons             | - Gorilla gorilla diehli - Procolobus rufomitratus - Cercopithecus diana roloway - Rungwecebus kipunji - Galagoides rondoensis - Procolobus epieni                                                                       | - Trachypithecus delacouri - Trachypithecus p. poliocephalus - Pygathrix cinerea - Rhinopithecus avunculus - Pongo abelii - Simias concolor - Trachypithecus vetulus nestor - Hoolock hoolock - Tarsius tumpara - Nycticebus javanicus - Nomascus nasutus                      | - Ateles hybridus - Oreonax flavicauda - Saguinus oedipus                                                                                            |
| 2010–2012 | - Eulemur flavifrons - Lepilemur septentrionalis - Prolemur simus - Propithecus candidus - Varecia variegata               | - Cercopithecus diana roloway - Galagoides rondoensis - Piliocolobus pennantii pennantii - Piliocolobus epieni - Gorilla beringei graueri                                                                                | - Tarsius tumpara - Nycticebus javanicus - Macaca silenus - Simias concolor - Trachypithecus delacouri - Trachypithecus poliocephalus poliocephalus - Semnopithecus vetulus nestor - Pygathrix cinerea - Rhinopithecus avunculus - Nomascus nasutus - Pongo pygmaeus pygmaeus  | - Ateles hybridus - Cebus flavius - Callicebus barbarabrownae - Oreonax flavicauda                                                                   |
| 2012–2014 | - Propithecus candidus - Lepilemur septentrionalis - Eulemur flavifrons - Microcebus berthae - Varecia rubra - Indri indri | - Cercopithecus roloway - Galagoides rondoensis - Piliocolobus pennantii pennantii - Piliocolobus rufomitratus - Gorilla beringei graueri                                                                                | - Trachypithecus delacouri - Trachypithecus p. poliocephalus - Pygathrix cinerea - Rhinopithecus avunculus - Simias concolor - Trachypithecus vetulus nestor - Tarsius pumilus - Nycticebus javanicus - Nomascus nasutus                                                       | - Ateles hybridus - Ateles fusciceps fusciceps - Cebus kaapori - Callicebus oenanthe - Alouatta guariba guariba                                      |